# Onder Ongelovigen
Onder Ongelovigen (Engelse titel: Among Nonbelievers) is een documentaire uit 2015 over de situatie van ongelovigen, vooral afvallige moslims, over de hele wereld, vooral in door moslims gedomineerde landen. De film is geregisseerd door Dorothée Forma voor Human en kwam mede tot stand door het Humanistisch Verbond. In 2016 kwam het vervolg Ongelovig – Vrijdenkers op de vlucht, dat ging over het lot van ex-gelovigen en vrijdenkers in Nederlandse asielzoekerscentra.

## Samenvatting
Boris van der Ham, voorzitter van het Humanistisch Verbond, gaat met ex-moslims in verschillende landen in gesprek over wat er aan hun situatie zou moeten worden gedaan. Als eerste bezoekt hij in Istanboel het kantoor van Ateizm Derneği, een vereniging die opkomt voor de rechten van atheïsten, die in Turkije regelmatig bedreigd, lastiggevallen en gediscrimineerd worden. Religie wordt ook door de AKP-regering van Recep Tayyip Erdoğan gebruikt als economisch machtsmiddel, vertellen enkele activisten in Istanboel.
Vervolgens gaat Van der Ham naar de Secular Conference 2014 in Londen, georganiseerd wordt door de Council of Ex-Muslims of Britain onder leiding van Maryam Namazie, waar 'seculiere denkers, filmmakers en ervaringsdeskundigen bij elkaar komen om de problemen van ongelovigen onder de aandacht te brengen.' Regelmatig klinkt daar de roep dat westerse/Europese humanisten zich meer zouden moeten inzetten voor de rechten van ongelovigen in de niet-westerse wereld. De Soedanese ex-moslim Nahla Mahmoud, die een haatcampagne over zich heen kreeg na haar kritiek op Britse shariarechtbanken, spreekt haar frustratie uit over de regressief linkse houding van sommige westerlingen die iedere vorm van kritiek op de islam afdoen als 'islamofobie' en islamitische intolerantie negeren onder het mom van 'multiculturalisme'. Een extra gevaar daarvan is dat extreemrechts het islamdebat dreigt te kapen als links niets durft te zeggen. Richard Dawkins vult aan dat veel liberale islamcritici bang zijn om voor 'racist' uitgemaakt te worden, terwijl de islam geen 'ras' is, en dat liberalen de taak hebben om op te komen voor vrouwenrechten en vrijheid van meningsuiting.
Ook gaat Van der Ham in Glasgow langs bij een groep Schotse ex-moslims, die worden bedreigd en gediscrimineerd door familieleden en niet terug kunnen keren naar hun geboorteland omdat daar hen de doodstraf boven het hoofd hangt voor geloofsafval of godslastering. Hij bespreekt de Aanslag op Charlie Hebdo met Theodor Holman. Met andere Nederlandse humanisten en vrijdenkers houdt Van der Ham een mars door Den Haag voor de vrijheid van gedachte. Zij bieden het Freedom of Thought Report aan aan de ambassadeurs van enkele landen waar ongelovigen worden vervolgd en onderdrukt; hij gaat in gesprek met de Iraakse ambassadeur. Ook wordt het rapport in de Tweede Kamer in ontvangst genomen door de Tweede Kamercommissie voor Buitenlandse Zaken. Elizabeth O'Casey, IHEU-vertegenwoordiger bij de Verenigde Naties, legt uit hoe overwegend islamitische landen op het internationale toneel steeds met het argument van 'belediging van het geloof' de mensenrechten van hun inwoners kunnen blijven schenden. Van der Ham houdt tot slot een pleidooi voor de vrijheid van gedachte tegen religieuze intolerantie bij de Mensenrechtenraad van de Verenigde Naties in Genève.

## Cast
- Paul Cliteur (oud-voorzitter Humanistisch Verbond)
- Richard Dawkins, Brits wetenschapper en atheïstisch activist
- Nadia El Fani (uit Tunesië), filmregisseur Ni Allah ni maître
- Ramin Forghani (uit Iran), oprichter Ex-Muslims of Scotland
- Boris van der Ham (voorzitter Humanistisch Verbond)
- Theodor Holman, presentator OBA live
- Nahla Mahmoud (uit Soedan), woordvoerder Council of Ex-Muslims of Britain
- Maryam Namazie (uit Iran), voorzitter Council of Ex-Muslims of Britain
- Pieter Omtzigt (CDA), vicevoorzitter Tweede Kamercommissie voor Buitenlandse Zaken
- Elizabeth O'Casey, hoofd VN-delegatie mensenrechten IHEU
- Şafak Pavey, Turks parlementslid (CHP)
- Onur Roman, Mehmet Emin Üçbağla, Kaan Hatunoğlu, Tolga İnci en nog enkele leden van Ateizm Derneği (in Turkije)